# Gintaras Einikis
Gintaras Einikis (ur. 30 października 1969 w Kretyndze (Litwa - daw. Litewska Socjalistyczna Republika Radziecka)), litewski koszykarz i olimpijczyk, grający na pozycji środkowego.
Mierzy 208 cm.

## Kariera
- 1987–1995: Žalgiris Kowno
- 1995–1999: Awtodorożnik Saratow
- 1999–2001: CSKA Moskwa
- 2001–2002: Idea Śląsk Wrocław
- 2002–2003: Žalgiris Kowno
- 2003–2004: Prokom Trefl Sopot
- 2004–2004: Unicaja Malaga
- 2004–2005: Lietuvos Rytas Wilno
- 2005–2006: BK Nymburk

## Osiągnięcia

### Klubowe
- 5-krotny mistrz Litwy (1992-1995, 2003)
- mistrzostwo Rosji (2000)
- mistrzostwo Polski (2004)
- 2-krotny wicemistrz Związku Radzieckiego (1988, 1989)
- zdobywca Pucharu ULEB (2005)
- MVP:
  - ligi litewskiej (1994, 1995)
  - finałów mistrzostw Litwy (1994, 1995)
- Uczestnik Euro All-Star Game (1997)
- Uczestnik Eurochallenge All-Star Game 2006

### Reprezentacyjne
- trzykrotny brązowy medalista igrzysk olimpijskich - w Barcelonie w 1992 roku, Atlancie w 1996 roku i Sydney 2000 roku
- srebrny medalista na EuroBaskecie w 1995 roku w barwach reprezentacji Litwy

## Statystyki podczas występów w PLK
- Sezon 2003/2004 (Prokom Trefl Sopot): 31 meczów (średnio 7,7 punktu oraz 3,8 zbiórki w ciągu 19,2 minuty)

## Odznaczenia
- Order Wielkiego Księcia Giedymina[1]:
  - Krzyż Komandorski – 1996
  - Krzyż Oficerski – 1995